# Enshu Railway

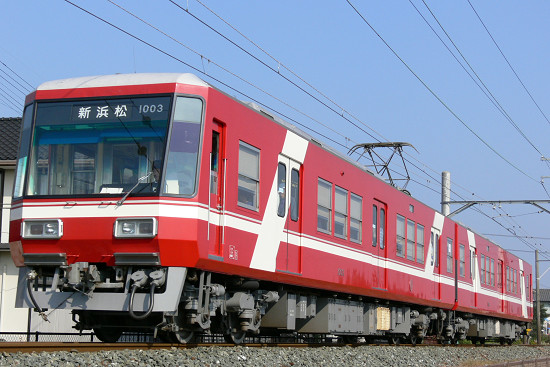
TUE série 1000, "o trem vermelho"

Companhia Enshu Railway  (japonês : Enshu-tetsudo, 遠州鉄道) é um operador de transportes em Shizuoka, Japão. 
A Companhia foi criada através da fusão de seis empresas em 1943. Mudou-se sede para o edifício da loja de departamento Entetsu em 2011.

## Principais empresas

### Linha férrea
Linha férrea (japonês : Tetsudo-sen, 鉄道線) correndo para o norte de estação Shin Hamamatsu, Naka-ku através de estação Nishi Kajima, Tenryu-ku, tudo dentro de Hamamatsu. A linha tem um apelido Linha Nishi Kajima (japonês : Nishi Kajima-sen, 西鹿島線), enquanto os moradores locais freqüentemente chamam Akaden (あかでん, "o trem vermelho"), referindo-se a cor da TUE. O primeiro segmento da linha aberta em 6 de dezembro de 1909, ea extensão foi concluída em 1 de setembro de 1927.
- Comprimento[2]: 17,8 km
- Bitola: 1.067 milímetros
- Estações: 18
- Via ferroviária: único
- Alimentação eléctrica: 750 V DC
- Sinalização ferroviária: Automático
- Duração das viagens: 33 minutos
- Depósito : Nishi-Kajima
- Nº de embarques por ano (de 2008) : 9700000

### História da Linha férrea[3]
- 1964: abolição linha Okuyama (bitola: 762mm)
- 1968: instalação de comunicação via rádio para os trens.
- 1974: controle de tráfego centralizado concluída
- 1977: sistema de parada automática trem concluída
- 1985: ferrovia elevada de Shin-Hamamatsu para Sukenobu concluída. Ao mesmo tempo, o trecho é um atalho.
- 2004: Iniciar cartão inteligente sistema de bilhética "Nicepass" em geral.

### As tarifas da Linha férrea[4]
Bilhete simples para os adultos. Na meia tarifa para as crianças. Em julho de 2010.
| Distância   | Tarifa (Yen) |
| ----------- | ------------ |
| 0 - 2.0km   | 100          |
| 2.1 - 4.0   | 120          |
| 4.1 - 5.0   | 150          |
| 5.1 - 6.0   | 180          |
| 6.1 - 7.0   | 210          |
| 7.1 - 8.0   | 230          |
| 8.1 - 9.0   | 260          |
| 9.1 - 10.0  | 280          |
| 10.1 - 11.0 | 300          |
| 11.1 - 12.0 | 330          |
| 12.1 - 13.0 | 350          |
| 13.1 - 14.0 | 370          |
| 14.1 - 15.0 | 400          |
| 15.1 - 16.0 | 420          |
| 16.1 - 17.0 | 440          |
| 17.1 -      | 460          |

### Estações da Linha férrea
Todas as estações estão dentro de cidade Hamamatsu.
| Estação | Estação           | Estação      | Distância a partir de Shin-Hamamatsu (km) | Plataformas | Posição    | Distrito               |
| ------- | ----------------- | ------------ | ----------------------------------------- | ----------- | ---------- | ---------------------- |
| 01      | Shin-Hamamatsu    | 新浜松       | 0.0                                       | Laterais    | Elevada    | Naka-ku, Hamamatsu     |
| 02      | Dai-Ichi Dōri     | 第一通り     | 0.5                                       | Um lado     | Elevada    | Naka-ku, Hamamatsu     |
| 03      | Enshū Byōin       | 遠州病院     | 0.8                                       | Laterais    | Elevada    | Naka-ku, Hamamatsu     |
| 04      | Hachiman          | 八幡         | 1.6                                       | Laterais    | Elevada    | Naka-ku, Hamamatsu     |
| 05      | Sukenobu          | 助信         | 2.4                                       | Laterais    | Elevada    | Naka-ku, Hamamatsu     |
| 06      | Hikuma            | 曳馬         | 3.4                                       | Laterais    | Elevada    | Naka-ku, Hamamatsu     |
| 07      | Kamijima          | 上島         | 4.5                                       | Laterais    | Elevada    | Naka-ku, Hamamatsu     |
| 08      | Jidōsha-Gakkō-Mae | 自動車学校前 | 5.3                                       | Central     | Superfície | Higashi-ku, Hamamatsu  |
| 09      | Saginomiya        | さぎの宮     | 6.6                                       | Central     | Superfície | Higashi-ku, Hamamatsu  |
| 10      | Sekishi           | 積志         | 7.8                                       | Central     | Superfície | Higashi-ku, Hamamatsu  |
| 11      | Enshū-Nishigasaki | 遠州西ヶ崎   | 9.2                                       | Central     | Superfície | Higashi-ku, Hamamatsu  |
| 12      | Enshū-Komatsu     | 遠州小松     | 10.2                                      | Central     | Superfície | Hamakita-ku, Hamamatsu |
| 13      | Hamakita          | 浜北         | 11.2                                      | Central     | Superfície | Hamakita-ku, Hamamatsu |
| 14      | Misono-Chūō-kōen  | 美薗中央公園 | 12.0                                      | Um lado     | Superfície | Hamakita-ku, Hamamatsu |
| 15      | Enshū-Kobayashi   | 遠州小林     | 13.3                                      | Central     | Superfície | Hamakita-ku, Hamamatsu |
| 16      | Enshū-Shibamoto   | 遠州芝本     | 15.0                                      | Central     | Superfície | Hamakita-ku, Hamamatsu |
| 17      | Enshū-Gansuiji    | 遠州岩水寺   | 16.3                                      | Central     | Superfície | Hamakita-ku, Hamamatsu |
| 18      | Nishi-Kajima      | 西鹿島       | 17.8                                      | Laterais    | Superfície | Tenryu-ku, Hamamatsu   |

### Horários da Linha férrea de 2012.[5]
| 6  | 08 | 36 |    |    |    |
| 7  | 00 | 12 | 24 | 36 | 48 |
| 8  | 00 | 12 | 24 | 36 | 48 |
| 9  | 00 | 12 | 24 | 36 | 48 |
| 10 | 00 | 12 | 24 | 36 | 48 |
| 11 | 00 | 12 | 24 | 36 | 48 |
| 12 | 00 | 12 | 24 | 36 | 48 |
| 13 | 00 | 12 | 24 | 36 | 48 |
| 14 | 00 | 12 | 24 | 36 | 48 |
| 15 | 00 | 12 | 24 | 36 | 48 |
| 16 | 00 | 12 | 24 | 36 | 48 |
| 17 | 00 | 12 | 24 | 36 | 48 |
| 18 | 00 | 12 | 24 | 36 | 48 |
| 19 | 00 | 12 | 24 | 36 | 48 |
| 20 | 00 | 12 | 24 | 36 | 48 |
| 21 | 00 | 12 | 24 | 40 |    |
| 22 | 00 | 20 | 40 |    |    |
| 23 | 00 | 20 | 40 |    |    |
| 24 |    |    |    |    |    |

| 5  | 30 | 48 |    |    |    |
| 6  | 08 | 32 | 48 |    |    |
| 7  | 00 | 12 | 24 | 36 | 48 |
| 8  | 00 | 12 | 24 | 36 | 48 |
| 9  | 00 | 12 | 24 | 36 | 48 |
| 10 | 00 | 12 | 24 | 36 | 48 |
| 11 | 00 | 12 | 24 | 36 | 48 |
| 12 | 00 | 12 | 24 | 36 | 48 |
| 13 | 00 | 12 | 24 | 36 | 48 |
| 14 | 00 | 12 | 24 | 36 | 48 |
| 15 | 00 | 12 | 24 | 36 | 48 |
| 16 | 00 | 12 | 24 | 36 | 48 |
| 17 | 00 | 12 | 24 | 36 | 48 |
| 18 | 00 | 12 | 24 | 36 | 48 |
| 19 | 00 | 12 | 24 | 36 | 48 |
| 20 | 00 | 12 | 24 | 36 | 48 |
| 21 | 00 | 12 | 36 |    |    |
| 22 | 00 | 20 | 40 |    |    |
| 23 | 00 |    |    |    |    |
| 24 |    |    |    |    |    |

- As figuras de cor marrom significa 4 carros de trem excluindo domingos e feriados nacionais.
- As figuras de cor verde significa 4 carros de trem aos sábados.

### Frota da Linha férrea[6][7]
| Série                  | Imagem | Potência | Ano        | Fabricante               | Trens / Carros | Notas                                                  |
| TUE Número 25-27       |        | 448kW    | 1974, 1978 | Nippon Sharyo            | 3 / 6          | com motores de suspensos pelo nariz                    |
| TUE Número 51          |        | 480kW    | 1980       | Nippon Sharyo/Toyo Denki | 1 / 2          |                                                        |
| TUE Série 1000         |        | 480kW    | 1983-1996  | Nippon Sharyo/Toyo Denki | 7 / 14         |                                                        |
| TUE Série 2000         |        | 480kW    | 1999-2004  | Nippon Sharyo/Mitsubishi | 4 / 8          | com motores assíncronos e freio recuperação de energia |
| Locomotiva Modelo ED28 |        | 296kW    | 1925       | English Electric         | 1              | Número ED 28 2                                         |

### ônibus
Nº de embarques por ano : 30000000.

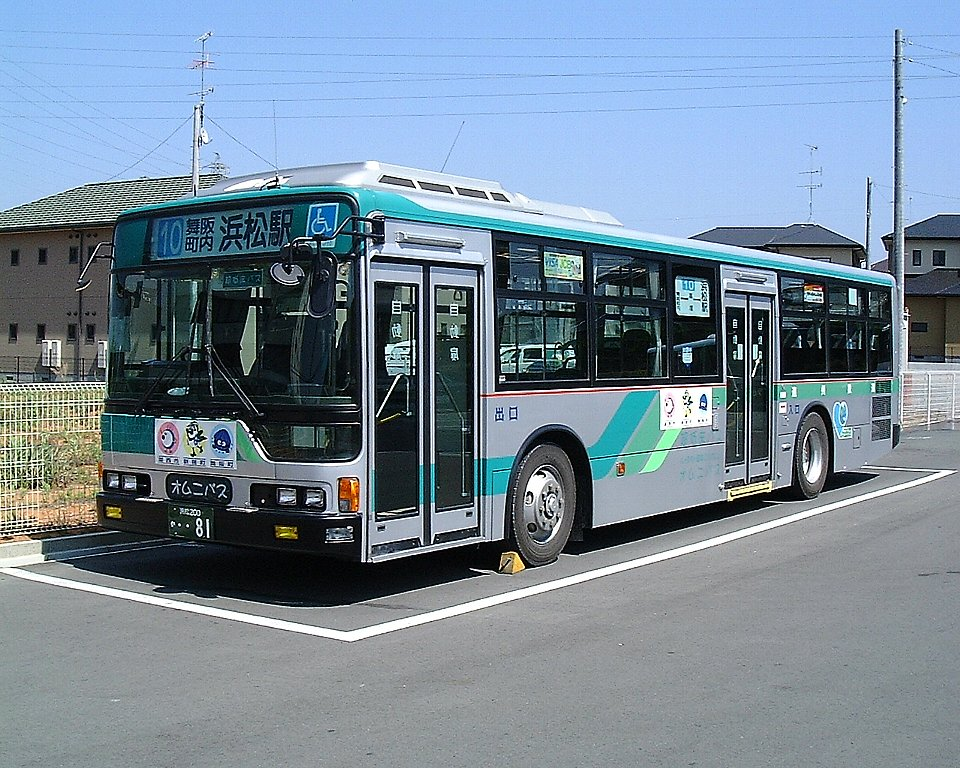

- 1947: Começar um negócio de ônibus fretados.
- 1986: Assumiu um serviço de ônibus da cidade de Hamamatsu.

## Outras obras
- táxi
- garagens
- negócio imobiliário
- agente de seguros
- clubes desportivos
- quiosques em área de estacionamento na rodovia Shin-Tomei

## Referência
1. ↑  perfil de companhia (em japonês)
2. ↑  Miudezas sobre trem vermelho Arquivado em 14 de novembro de  2014, no Wayback Machine. (em japonês)
3. ↑  história do trem vermelho 3 Arquivado em 28 de julho de  2010, no Wayback Machine. (em japonês)
4. ↑  ja:遠州鉄道鉄道線#運賃 tarifas (em japonês)
5. ↑  Horários (em japonês)
6. ↑  Railway Pictorial edição extra, Abril 1984, Toquio
7. ↑  Shitetsu Sharyo Henseihyo edição 2011, Toquio
8. ↑  serviços da empresa Arquivado em 20 de abril de  2012, no Wayback Machine. (em japonês)
9. ↑  perfil de companhia (em japonês)